# 아무개
아무개는 이름을 알 수 없거나, 공개되지 않은 사람을 지칭하는 용어이다. 문화권별로 여러 이름이 견본용 이름으로 사용된다.

## 용어
미국, 캐나다, 영국, 오스트레일리아, 뉴질랜드 같은 영어권 국가에서는 남성 이름으로는 존 도(John Doe), 존 로(John Roe), 존 스미스(John Smith), 여성 이름으로는 제인 도(Jane Doe) 또는 제인 로(Jane Roe), 제인 스미스(Jane Smith) 같은 이름을 사용한다. 중국 대륙과 타이완, 홍콩에서는 某人(머우렌), 또는 王某(왕머우)라는 명칭을 사용하며, 일본에서는 야마다 다로(山田太郎)와 야마다 하나코(山田花子)가 주로 쓰인다. 대한민국에서는 모씨(某氏), 무명씨(無名氏)가 사용되며, 공문서상에서는 홍길동(洪吉童, 남성용), 홍길순(洪吉順, 여성용)이 사용된다.